# Convoluție

Comparație vizuală între convoluție,, și. Pentru operațiile ce implică funcția f, și presupunând că înălțimea lui f este 1, valoarea rezultatului în 5 puncte diferite este indicață prin aria umbrită de sub fiecare punct. Simetria lui f este motivul pentru care și sunt identice în acest exemplu.

În matematică (mai precis în analiza funcțională), convoluția este o operație matematică pe două funcții (f și g) care produce o a treia funcție ({\displaystyle f*g}) numită produs de convoluție care exprimă modul în care forma uneia este modificată de cealaltă. Este definită ca integrala produsului dintre cele două funcții după ce una este reflectată în jurul axei y și deplasată. Alegerea funcției care este reflectată și deplasată înainte de integrală nu modifică rezultatul integralei (vezi comutativitate). Integrala este evaluată pentru toate valorile deplasării, producând funcția de convoluție.
Unele caracteristici ale convoluției sunt similare cu corelarea încrucișată: pentru funcțiile cu valori reale, ale unei variabile continue sau discrete, convoluția ({\displaystyle f*g}) diferă de corelare încrucișată ({\displaystyle f\star g}) numai prin aceea că fie f(x) fie g(x) se reflectă în jurul axei y în convoluție; deci este o corelație încrucișată între g(−x) și f(x), sau f(−x) și g(x). Pentru funcțiile cu valori complexe, operatorul de corelare încrucișată este adjunctul operatorului de convoluție.
Convoluția are domenii de aplicabilitate care includ probabilitățile, statistica, acustica, spectroscopia, procesarea semnalelor și prelucrarea imaginilor⁠(d), geofizica, ingineria, fizica, vederea computerizată⁠(d) și ecuațiile diferențiale.
Convoluția poate fi definită pentru funcții din spațiul euclidian și alte grupuri (ca structuri algebrice).  De exemplu, funcțiile periodice, cum ar fi transformata Fourier în timp discret⁠(d), pot fi definite pe un cerc și convolutate prin convoluție periodică⁠(d). O convoluție discretă poate fi definită pentru funcții din mulțimea numerelor întregi.
Generalizările convoluției au aplicații în domeniul analizei numerice și al algebrei liniare numerice⁠(d), precum și în proiectarea și implementarea filtrelor de răspuns finit la impuls⁠(d) în prelucrarea semnalelor.
Calculul inversului operației de convoluție este cunoscut sub numele de deconvoluție⁠(d).

## Definiție
Operația de convoluție a lui f și g se scrie f∗g, notând operatorul cu simbolul ∗. Este definită ca integrala produsului dintre cele două funcții după ce una este reflectată în jurul axei y și deplasată. Ca atare, ea este un tip de transformare integrală⁠(d):
{\displaystyle (f*g)(t):=\int _{-\infty }^{\infty }f(\tau )g(t-\tau )\,d\tau .}
O definiție echivalentă este (vezi comutativitatea):
{\displaystyle (f*g)(t):=\int _{-\infty }^{\infty }f(t-\tau )g(\tau )\,d\tau .}
Mai sus se folosește simbolul t , dar nu este neapărat nevoie ca variabila să reprezinte domeniul timp. În fiecare t, formula de convoluție poate fi descrisă ca aria de sub funcția f(τ) ponderată de funcția g(−τ) deplasată cu cantitatea t. Pe măsură ce t se modifică, funcția de ponderare g(t − τ) pune accentul pe diferite părți ale funcției de intrare f(τ); Dacă t este o valoare pozitivă, atunci g(t − τ) este egal cu g(−τ) care alunecă sau este deplasat de-a lungul axei {\displaystyle \tau } spre dreapta (spre +∞ ) cu cantitatea t, în timp ce dacă t este o valoare negativă, atunci g(t − τ) este egal cu g(−τ) care alunecă sau este deplasat spre stânga (spre -∞ ) cu cantitatea |t|.
Pentru funcțiile f, g cu suport⁠(d) numai pe [0, ∞] (adică zero pentru argumente negative), limitele de integrare pot fi trunchiate, rezultând:
{\displaystyle (f*g)(t)=\int _{0}^{t}f(\tau )g(t-\tau )\,d\tau \quad \ {\text{pentru }}f,g:[0,\infty )\to \mathbb {R} .}
Pentru formularea multidimensională a convoluției, vezi domeniul de definiție (mai jos).

### Notație
O convenție de notație inginerească comună este:
{\displaystyle f(t)*g(t)\mathrel {:=} \underbrace {\int _{-\infty }^{\infty }f(\tau )g(t-\tau )\,d\tau } _{(f*g)(t)},}
care trebuie interpretat cu atenție pentru a evita confuzia. De exemplu, f(t)∗g(t − t0) este echivalent cu (f∗g)(t − t0), dar f(t − t0)∗g(t − t0) este de fapt echivalent cu (f∗g)(t − 2t0).

### Relațiile cu alte transformări
Date două funcții {\displaystyle f(t)} și {\displaystyle g(t)} cu transformări Laplace bilaterale⁠(d) (transformată Laplace cu două părți)
{\displaystyle F(s)=\int _{-\infty }^{\infty }e^{-su}\ f(u)\ {\text{d}}u}
și
{\displaystyle G(s)=\int _{-\infty }^{\infty }e^{-sv}\ g(v)\ {\text{d}}v}
respectiv operația de convoluție {\displaystyle (f*g)(t)} poate fi definită ca transformata Laplace inversă a produsului lui {\displaystyle F(s)} și {\displaystyle G(s)}. Mai precis,
{\displaystyle {\begin{aligned}F(s)\cdot G(s)&=\int _{-\infty }^{\infty }e^{-su}\ f(u)\ {\text{d}}u\cdot \int _{-\infty }^{\infty }e^{-sv}\ g(v)\ {\text{d}}v\\&=\int _{-\infty }^{\infty }\int _{-\infty }^{\infty }e^{-s(u+v)}\ f(u)\ g(v)\ {\text{d}}u\ {\text{d}}v\end{aligned}}}
Lăsa {\displaystyle t=u+v} astfel încât
{\displaystyle {\begin{aligned}F(s)\cdot G(s)&=\int _{-\infty }^{\infty }\int _{-\infty }^{\infty }e^{-st}\ f(u)\ g(t-u)\ {\text{d}}u\ {\text{d}}t\\&=\int _{-\infty }^{\infty }e^{-st}\underbrace {\int _{-\infty }^{\infty }f(u)\ g(t-u)\ {\text{d}}u} _{(f*g)(t)}\ {\text{d}}t\\&=\int _{-\infty }^{\infty }e^{-st}(f*g)(t)\ {\text{d}}t\end{aligned}}}
Se observă că {\displaystyle F(s)\cdot G(s)} este transformata Laplace bilaterală a lui {\displaystyle (f*g)(t)}. O derivare similară se poate face folosind transformata Laplace unilaterală.
Operația de convoluție descrie și ieșirea (în raport cu intrarea) unei clase importante de operații cunoscute sub numele de invariante liniare în timp (LTI). În ceea ce privește transformatele Fourier ale intrării și ieșirii unei operațiuni LTI, nu sunt create noi componente de frecvență. Cele existente sunt doar modificate (amplitudinea și/sau faza). Cu alte cuvinte, transformata de ieșire este produsul punctual al transformării de intrare cu o a treia transformare (cunoscută sub numele de funcție de transfer). Vezi teorema de convoluție⁠(d) pentru o derivare a acelei proprietăți de convoluție. În schimb, convoluția poate fi derivată ca transformată Fourier inversă a produsului pe puncte a două transformări Fourier.

## Explicație vizuală
| 1. Se exprimă fiecare funcție în raport cu o variabilă dummy⁠(d) {\displaystyle \tau .} 2. Se reflectă una din funcții: {\displaystyle g(\tau )} → {\displaystyle g(-\tau ).} 3. Se adaugă o deplasare în timp t, care permite ca {\displaystyle g(-\tau )} să parcurgă axa {\displaystyle \tau }. Dacă t este o valoare pozitivă, atunci {\displaystyle g(t-\tau )} este egal cu {\displaystyle g(-\tau )} care parcurge sau este deplasat de-a lungul axei {\displaystyle \tau }-axis spre dreapta (spre +∞) cu t. Dacă t este negativ, atunci {\displaystyle g(t-\tau )} este egal cu {\displaystyle g(-\tau )} care parcurge sau este deplasat spre stânga (spre -∞) cu \|t\|. 4. Se începe cu t la −∞ și se deplasează până la +∞. Când cele două funcții se intersectează, se calculează integrala produsului lor. Cu alte cuvinte, la momentul t, se calculează aria de sub graficul funcției {\displaystyle f(\tau )} ponderată cu funcția pondere {\displaystyle g(t-\tau ).} Forma de undă rezultată (nu este prezentată aici) este convoluția funcțiilor f și g. Dacă f(t) este un impuls unitar, rezultatul acestui proces este pur și simplu g(t). Formal: {\displaystyle \int _{-\infty }^{\infty }\delta (\tau )g(t-\tau )\,d\tau =g(t)} |
| În acest exemplu, „imulsul” de culoare roșie {\displaystyle \ g(\tau ),} este o funcție uniformă {\displaystyle (\ g(-\tau )=g(\tau )\ ),} deci convoluția este echivalentă cu corelația. Un instantaneu al acestui „film” arată funcțiile {\displaystyle g(t-\tau )} și {\displaystyle f(\tau )} (în albastru) pentru o anumită valoare a parametrului {\displaystyle t,} care este definită în mod arbitrar ca distanța de-a lungul axei {\displaystyle \tau } din punctul {\displaystyle \tau =0} până la centrul impulsului roșu. Cantitatea de galben este aria produsului {\displaystyle f(\tau )\cdot g(t-\tau ),} calculat prin integrala de convoluție/corelație. Filmul este creat prin schimbarea continuă a lui {\displaystyle t} și recalcularea integralei. Rezultatul (afisat cu negru) este o functie de {\displaystyle t,} dar este trasat pe aceeași axă ca {\displaystyle \tau ,} pentru comoditate și comparație. |
| În această reprezentare, {\displaystyle f(\tau )} ar putea reprezenta răspunsul unui circuit RC la un impuls îngust care apare la {\displaystyle \tau =0.} Cu alte cuvinte, dacă {\displaystyle g(\tau )=\delta (\tau ),} rezultatul convoluției este doar {\displaystyle f(t).} Dar când {\displaystyle g(\tau )} este impulsul mai larg (în roșu), răspunsul este o versiune „rotunjită” a lui {\displaystyle f(t).} Începe la {\displaystyle t=-0.5,} pentru că s-a definit {\displaystyle t} ca distanța de la axa {\displaystyle \tau =0} spre centrul impulsului larg (și nu până la marginea anterioară). |

## Evoluție istorică
Una dintre cele mai vechi utilizări ale integralei de convoluție a apărut în calculul efectuat de către D'Alembert al teoremei lui Taylor⁠(d) în Recherches sur différents points importants du système du monde, publicată în 1754.
De asemenea, o expresie de tipul:
{\displaystyle \int f(u)\cdot g(x-u)\,du}
este folosită de Sylvestre François Lacroix⁠(d) la pagina 505 a cărții sale intitulată Tratat despre diferențe și serii, care este ultimul dintre cele 3 volume ale seriei enciclopedice: Traité du calcul différentiel et du calcul intégral, Chez Courcier, Paris, 1797–1800. Curând după aceea, operația de convoluție apare în lucrările lui Pierre Simon Laplace, Jean-Baptiste Joseph Fourier, Siméon Denis Poisson și alții. Termenul în sine a intrat în uz pe scară largă abia în anii 1950 sau 60. Înainte de aceasta, era uneori cunoscut sub numele de Faltung (care înseamnă pliere în germană), produs de compoziție, integrală de superpoziție și integrală a lui Carson. Apare încă din 1903, deși definiția este destul de necunoscută în utilizările mai vechi.
Operația:
{\displaystyle \int _{0}^{t}\varphi (s)\psi (t-s)\,ds,\quad 0\leq t<\infty ,}
este un caz particular al produselor de compoziție analizate de matematicianul italian Vito Volterra în 1913.

## Convoluția circulară
Când o funcție gT este periodică, cu perioadă T, atunci pentru funcțiile f, pentru care există f ∗ gT, convoluția este și periodică și identică cu:
{\displaystyle (f*g_{T})(t)\equiv \int _{t_{0}}^{t_{0}+T}\left[\sum _{k=-\infty }^{\infty }f(\tau +kT)\right]g_{T}(t-\tau )\,d\tau ,}
unde t0 este ales arbitrar. Suma se numește suma periodică⁠(d) a funcției f.
Când gT este o sumă periodică a unei alte funcții, g, atunci f ∗ gT se numește convoluție circulară sau ciclică a lui f cu g.
Mai mult, dacă suma periodică de mai sus este înlocuită cu fT, operația se numește convoluție periodică a lui fT și gT.

## Convoluție discretă

Animație cu convoluția 2D discretă

Pentru funcțiile cu valori complexe f, g definite pe mulțimea Z a numerelor întregi, convoluția discretă a lui f cu g este dată de:
{\displaystyle (f*g)[n]=\sum _{m=-\infty }^{\infty }f[m]g[n-m],}
sau echivalent prin:
{\displaystyle (f*g)[n]=\sum _{m=-\infty }^{\infty }f[n-m]g[m].}
Convoluția a două șiruri finite este definită prin extinderea șirurilor la funcții cu suport finit pe mulțimea numerelor întregi. Când șirurile sunt coeficienții a două polinoame, atunci coeficienții produsului obișnuit al celor două polinoame sunt convoluția celor două șiruri inițiale. Acesta este cunoscut ca produsul Cauchy⁠(d) al coeficienților șirurilor.
Astfel, atunci când g are suport finit în mulțimea {\displaystyle \{-M,-M+1,\dots ,M-1,M\}} (reprezentând, de exemplu, un răspuns la impuls finit⁠(d)), poate fi utilizată o sumă finită:
{\displaystyle (f*g)[n]=\sum _{m=-M}^{M}f[n-m]g[m].}

### Convoluție circulară discretă
Când o funcție gT este periodică, cu perioadă T, atunci pentru funcțiile f, pentru care există f ∗ gT, convoluția este și periodică și identică cu:
{\displaystyle (f*g_{N})[n]\equiv \sum _{m=0}^{N-1}\left(\sum _{k=-\infty }^{\infty }{f}[m+kN]\right)g_{N}[n-m].}
Suma după k se numește sumă periodică⁠(d) a funcției f .
Dacă gN este o sumă periodică a unei alte funcții, g, atunci f∗gN se numește convoluție circulară⁠(d) a lui f și g .

Când duratele diferite de zero ale lui f și g sunt limitate la intervalul [0, N − 1] , f∗gN se reduce la aceste forme comune:

| {\displaystyle {\begin{aligned}\left(f*g_{N}\right)[n]&=\sum _{m=0}^{N-1}f[m]g_{N}[n-m]\\&=\sum _{m=0}^{n}f[m]g[n-m]+\sum _{m=n+1}^{N-1}f[m]g[N+n-m]\\[2pt]&=\sum _{m=0}^{N-1}f[m]g[(n-m)_{\bmod {N}}]\\[2pt]&\triangleq \left(f*_{N}g\right)[n]\end{aligned}}} | \| \| \| \| \| \| \| \| | (Eq.1) |
| |                         |        |
| |                         |        |
Notația ( f ∗N g ) pentru convoluția ciclică reprezintă convoluția peste grupul ciclic⁠(d) al numerelor întregi modulo N .
Convoluția circulară apare cel mai adesea în contextul convoluției rapide cu un algoritm pentru transformarea Fourier rapidă⁠(d) (FFT).

### Algoritmi rapizi de convoluție
În multe situații, convoluțiile discrete pot fi convertite în convoluții circulare, astfel încât transformările rapide care au proprietatea de convoluție să poată fi utilizate pentru a implementa calculul. De exemplu, convoluția șirurilor de cifre este operația centrală din multiplicarea numerelor cu mai multe cifre, care poate fi, prin urmare, implementată eficient cu tehnici de transformare (Knuth 1997, §4.3.3.C. ;von zur Gathen & Gerhard 2003, §8.2. ).
Eq.1 necesită N operațiuni aritmetice pentru fiecare valoare produsă și N2 operații pentru N valori. Această performanță poate fi redusă semnificativ cu oricare din multiplii algoritmi rapizi. În prelucrarea semnalelor digitale și în alte aplicații, algoritmii rapizi de convoluție sunt folosiți de regulă pentru a reduce costul convoluției la o complexitate de O(N log N).
Cei mai obișnuiți algoritmi rapizi de convoluție folosesc algoritmi de transformare Fourier rapidă⁠(d) (FFT) prin teorema de convoluție circulară⁠(d). Mai exact, convoluția circulară⁠(d) a două șiruri de lungime finită se găsește luând FFT a fiecărui șir, înmulțind punctual și apoi efectuând FFT inversă. Convoluțiile de tipul definit mai sus sunt apoi implementate eficient folosind acea tehnică în combinație cu extensia zero și/sau eliminarea unor porțiuni din datele de ieșire. Alți algoritmi rapizi de convoluție, cum ar fi algoritmul Schönhage-Strassen⁠(d) sau transformata Mersenne, folosesc transformări Fourier rapide în alte inele.
Dacă un șir este mult mai lung decât celălalt, extinderea zero a secvenței mai scurte și convoluția circulară rapidă nu sunt metodele cele mai eficiente din punct de vedere computațional. Descompunerea șirului mai lung în blocuri și convoluția fiecărui bloc permite algoritmi mai rapizi, cum ar fi metoda suprapunere-salvare⁠(d) și metoda suprapunere-adunare⁠(d). O metodă de convoluție hibridă care combină algoritmii pe blocuri și răspunsul finit la impuls⁠(d) permite o latență de intrare-ieșire zero, care este utilă pentru calculul convoluției în timp real.

## Definiție
Convoluția a două funcții cu valori complexe pe Rd este ea însăși o funcție cu valori complexe pe Rd, definită prin:
{\displaystyle (f*g)(x)=\int _{\mathbf {R} ^{d}}f(y)g(x-y)\,dy=\int _{\mathbf {R} ^{d}}f(x-y)g(y)\,dy,}
și este bine definită numai dacă f și g scad suficient de rapid la infinit pentru ca integrala să existe. Condițiile de existență a convoluției pot fi problematice, deoarece o explozie a lui g la infinit poate fi ușor compensată printr-o scădere suficient de rapidă în f. Problema existenței poate implica astfel diferite condiții pentru f și g:

### Funcții cu suport compact
Dacă f și g sunt funcții continue cu suport compact⁠(d), atunci produsul lor de convoluție lor există și are și el suport compact și este continuu (Hörmander 1983). Mai general, dacă oricare dintre funcții (să zicem f ) are suport compact și cealaltă este local integrabilă⁠(d), atunci produsul de convoluție f∗g este bine definit și continuu.
Produsul de convoluție între f și g este bine definit și atunci când ambele funcții sunt local integrabile la pătrat pe R și cu suport pe un interval de forma [a, +∞) (sau ambele cu suport pe [−∞, a]).

### Funcții integrabile
Produsul de convoluție al lui f și g există dacă f și g sunt ambele funcții integrabile Lebesgue⁠(d) în L1(Rd), iar în acest caz f∗g este și ea integrabilă (Stein & Weiss 1971). Aceasta este o consecință a teoremei lui Tonelli⁠(d). Aceasta este valabilă și pentru funcțiile din L1, în raport cu convoluția discretă sau, mai general, pentru convoluția pe orice grup.
La fel, dacă f ∈ L1 ( Rd ) și g ∈ Lp ( Rd ) unde 1 ≤ p ≤ ∞ , apoi f∗g ∈ Lp ( Rd ), și
{\displaystyle \|{f}*g\|_{p}\leq \|f\|_{1}\|g\|_{p}.}
În cazul particular p = 1, aceasta arată că L1 este o algebră Banach⁠(d) în raport cu operația de convoluție (și egalitatea celor două părți este valabilă dacă f și g sunt nenegative aproape peste tot⁠(d)).
Mai general, inegalitatea lui Young⁠(d) implică faptul că convoluția este o aplicație biliniară continuă între spații Lp adecvate. Mai exact, dacă 1 ≤ p, q, r ≤ ∞ satisfac:
{\displaystyle {\frac {1}{p}}+{\frac {1}{q}}={\frac {1}{r}}+1,}
Când o funcție gN este periodică, cu perioadă N, atunci pentru funcții, f, astfel încât f∗gN există, și convoluția este periodică și identică cu:
{\displaystyle \left\Vert f*g\right\Vert _{r}\leq \left\Vert f\right\Vert _{p}\left\Vert g\right\Vert _{q},\quad f\in {\mathcal {L}}^{p},\ g\in {\mathcal {L}}^{q},}
astfel încât convoluția să fie o aplicație biliniară continuă de la Lp×Lq la Lr. Inegalitatea Young pentru convoluție este adevărată și în alte contexte (grup circular, convoluție pe Z). Inegalitatea anterioară nu este strictă pe dreapta reală: când 1 < p, q, r < ∞, există o constantă Bp,q < 1 astfel încât:
{\displaystyle \left\Vert f*g\right\Vert _{r}\leq B_{p,q}\left\Vert f\right\Vert _{p}\left\Vert g\right\Vert _{q},\quad f\in {\mathcal {L}}^{p},\ g\in {\mathcal {L}}^{q}.}
Valoarea optimă a lui Bp,q a fost descoperită în 1975 și independent în 1976, vezi inegalitatea Brascamp–Lieb⁠(d).
O estimare mai puternică este adevărată cu condiția ca 1 < p, q, r < ∞ :
{\displaystyle \|f*g\|_{r}\leq C_{p,q}\|f\|_{p}\|g\|_{q,w}}
Unde {\displaystyle \|g\|_{q,w}} este norma slabă Lq. Convoluția definește și o aplicație biliniară continuă {\displaystyle L^{p,w}\times L^{q,w}\to L^{r,w}} pentru {\displaystyle 1<p,q,r<\infty }, din cauza inegalității Young slabe:
{\displaystyle \|f*g\|_{r,w}\leq C_{p,q}\|f\|_{p,w}\|g\|_{r,w}.}

### Funcții cu scădere rapidă
atunci

### Distribuții
Dacă f este o funcție indefinit derivabilă cu suport compact⁠(d) și g este o distribuție, atunci f ∗ g este o funcție indefinit derivabilă definită prin
{\displaystyle \int _{\mathbb {R} ^{d}}{f}(y)g(x-y)\,dy=(f*g)(x)\in C^{\infty }(\mathbb {R} ^{d}).}
Mai general, se poate extinde definiția convoluției într-un mod unic cu {\displaystyle \varphi } la fel ca f mai sus, astfel încât proprietatea de asociativitate
{\displaystyle f*(g*\varphi )=(f*g)*\varphi }
să rămână valabilă în cazul în care f este o distribuție, iar g o distribuție cu suport compact (Hörmander 1983, §4.2).

### Măsuri
Convoluția oricăror două măsuri Borel⁠(d) μ și ν de variație mărginită⁠(d) este măsura {\displaystyle \mu *\nu } definită de (Rudin 1962)
{\displaystyle \int _{\mathbf {R} ^{d}}f(x)\,d(\mu *\nu )(x)=\int _{\mathbf {R} ^{d}}\int _{\mathbf {R} ^{d}}f(x+y)\,d\mu (x)\,d\nu (y).}
Pe lângă funcțiile cu suport compact și funcțiile integrabile, funcțiile care au o scădere suficient de rapidă la infinit pot fi, de asemenea, convolutate. O caracteristică importantă a convoluției este că, dacă f și g scad rapid, atunci și f ∗ g scade rapid. În special, dacă f și g sunt funcții cu scădere rapidă⁠(d), atunci la fel este și produsul de convoluție f ∗ g. Combinat cu faptul că convoluția comută cu diferențierea (vezi #Proprietăți), rezultă că clasa funcțiilor Schwartz⁠(d) este închisă în raport cu convoluția (Stein & Weiss 1971).
{\displaystyle (\mu *\nu )(A)=\int _{\mathbf {R} ^{d}\times \mathbf {R} ^{d}}1_{A}(x+y)\,d(\mu \times \nu )(x,y),}
unde {\displaystyle A\subset \mathbf {R} ^{d}} este o mulțime măsurabilă și {\displaystyle 1_{A}} este funcția indicator⁠(d) a lui {\displaystyle A}.
Aceasta este în conformitate cu convoluția definită mai sus când μ și ν sunt considerate distribuții, precum și cu convoluția funcțiilor L1 când μ și ν sunt absolut continue în raport cu măsura Lebesgue.
Convoluția măsurilor satisface și următoarea versiune a inegalității lui Young
{\displaystyle \|\mu *\nu \|\leq \|\mu \|\|\nu \|}
unde norma este variația totală⁠(d) a unei măsuri. Deoarece spațiul măsurilor de variație mărginită este un spațiu Banach, convoluția măsurilor poate fi tratată cu metodele standard ale analizei funcționale care nu se aplică neapărat și pentru convoluția distribuțiilor.

## Proprietăți

### Proprietăți algebrice
Convoluția definește un produs pe spațiul vectorial al funcțiilor integrabile. Acest produs satisface următoarele proprietăți algebrice, ceea ce înseamnă formal că spațiul funcțiilor integrabile împreună cu produsul de convoluție dat este o algebră asociativă⁠(d) comutativă fără element neutru (Strichartz 1994). Alte spații vectoriale de funcții, cum ar fi spațiul funcțiilor continue cu suport compact, sunt închise în raport cu convoluția și astfel formează și algebre asociative comutative.
Comutativitatea
{\displaystyle f*g=g*f}
Asociativitatea
{\displaystyle f*(g*h)=(f*g)*h}
Distributivitatea
{\displaystyle f*(g+h)=(f*g)+(f*h)}
Asociativitatea în raport cu înmulțirea cu un scalar
{\displaystyle a(f*g)=(af)*g}
Element neutru
Nicio algebră de funcții nu posedă un element neutru pentru convoluție. Lipsa elementului neutru nu este de obicei un inconvenient major, deoarece majoritatea colecțiilor de funcții pe care se realizează convoluția pot fi convolutate cu o distribuție delta (un impuls unitar, centrat în zero) sau, cel puțin (cum este cazul L1) admit aproximări ale identității. Spațiul vectorial al distribuțiilor cu suport compact admite totuși o identitate în raport cu convoluția. Anume,{\displaystyle f*\delta =f}
Element invers
Unele distribuții S au un element invers S−1 pentru convoluție care atunci trebuie să satisfacă{\displaystyle S^{-1}*S=\delta }
Conjugata complexă
{\displaystyle {\overline {f*g}}={\overline {f}}*{\overline {g}}}
Relația cu diferențierea
{\displaystyle (f*g)'=f'*g=f*g'}
{\displaystyle {\begin{aligned}(f*g)'&={\frac {d}{dt}}\int _{-\infty }^{\infty }f(\tau )g(t-\tau )\,d\tau \\&=\int _{-\infty }^{\infty }f(\tau ){\frac {\partial }{\partial t}}g(t-\tau )\,d\tau \\&=\int _{-\infty }^{\infty }f(\tau )g'(t-\tau )\,d\tau =f*g'.\end{aligned}}}
Relația cu integrarea
Dacă {\textstyle F(t)=\int _{-\infty }^{t}f(\tau )d\tau ,} și {\textstyle G(t)=\int _{-\infty }^{t}g(\tau )\,d\tau ,} apoi {\displaystyle (F*g)(t)=(f*G)(t)=\int _{-\infty }^{t}(f*g)(\tau )\,d\tau .}

### Integrarea
Dacă f și g sunt funcții integrabile, atunci integrala convoluției lor pe întreg spațiul se obține pur și simplu ca produs al integralelor lor:
{\displaystyle \int _{\mathbf {R} ^{d}}(f*g)(x)\,dx=\left(\int _{\mathbf {R} ^{d}}f(x)\,dx\right)\left(\int _{\mathbf {R} ^{d}}g(x)\,dx\right).}
Aceasta rezultă din teorema lui Fubini⁠(d). Același rezultat este valabil dacă se presupune că f și g sunt doar funcții măsurabile nenegative, prin teorema lui Tonelli.

### Diferențierea
În cazul unei singure variabile,
{\displaystyle {\frac {d}{dx}}(f*g)={\frac {df}{dx}}*g=f*{\frac {dg}{dx}}}
unde d/dx este derivata. Mai general, în cazul funcțiilor cu mai multe variabile, o formulă analogă este valabilă pentru derivata parțială:
{\displaystyle {\frac {\partial }{\partial x_{i}}}(f*g)={\frac {\partial f}{\partial x_{i}}}*g=f*{\frac {\partial g}{\partial x_{i}}}.}
O consecință particulară a acestui lucru este că convoluția poate fi privită ca o operație de „netezire”: convoluția lui f cu g este diferențiabilă de câte ori sunt f și g în total.
Aceste identități rămân valabile cu condiția exactă ca f și g să fie absolut integrabile și cel puțin una dintre ele să aibă o derivată slabă (L1) absolut integrabilă, ca o consecință a inegalității de convoluție a lui Young⁠(d). De exemplu, când f este continuu diferențiabilă cu suport compact și g este o funcție integrabilă local arbitrară,
{\displaystyle {\frac {d}{dx}}(f*g)={\frac {df}{dx}}*g.}
Aceste identități sunt valabile și în sensul mult mai larg al distribuțiilor temperate, dacă una dintre f sau g este o distribuție temperată cu scădere rapidă⁠(d), o distribuție temperată cu suport compact sau o funcție Schwartz, iar cealaltă este o distribuție temperată. Pe de altă parte, două funcții pozitive integrabile și indefinit diferențiabile pot să aibă un produs de convoluție care nu este continuu nicăieri.
În cazul discret, operatorul de diferență D f(n) = f (n + 1) − f (n) satisface o relație analogă:
{\displaystyle D(f*g)=(Df)*g=f*(Dg).}

### Teorema de convoluție
Teorema de convoluție⁠(d) afirmă că
{\displaystyle {\mathcal {F}}\{f*g\}=k\cdot {\mathcal {F}}\{f\}\cdot {\mathcal {F}}\{g\}}
Unde cu {\displaystyle {\mathcal {F}}\{f\}} se notează transformata Fourier a lui {\displaystyle f}, iar {\displaystyle k} este o constantă care depinde de normalizarea⁠(d) specifică a transformării Fourier. Versiunile acestei teoreme sunt valabile și pentru transformarea Laplace, transformarea Laplace bilaterală⁠(d), transformarea Z și transformarea Mellin⁠(d).
Pe de altă parte, dacă {\displaystyle {\mathcal {W}}} este matricea transformatei Fourier⁠(d), atunci
{\displaystyle {\mathcal {W}}\left(C^{(1)}x\ast C^{(2)}y\right)=\left({\mathcal {W}}C^{(1)}\bullet {\mathcal {W}}C^{(2)}\right)(x\otimes y)={\mathcal {W}}C^{(1)}x\circ {\mathcal {W}}C^{(2)}y} ,
Unde {\displaystyle \bullet } este un produs Khatri–Rao, cu {\displaystyle \otimes } se notează produsul Kronecker, cu {\displaystyle \circ } se notează produsul Hadamard (acest rezultat este o evoluție a proprietăților de sketch cu numărare⁠(d) ).

### Echivarianță translațională
Convoluția comută cu translația, adică
{\displaystyle \tau _{x}(f*g)=(\tau _{x}f)*g=f*(\tau _{x}g)}
unde τ x f este translația funcției f prin x definită de
{\displaystyle (\tau _{x}f)(y)=f(y-x).}
Dacă f este o funcție Schwartz⁠(d), atunci τxf este convoluția cu o funcție delta Dirac translatată τxf = f ∗ τxδ. Deci invarianța de translație a convoluției funcțiilor Schwartz este o consecință a asociativității convoluției.
Mai mult, în anumite condiții, convoluția este cea mai generală operație invariantă la translație. Informal vorbind, este valabilă afirmația
Presupunând că S este un operator liniar mărginit care acționează asupra funcțiilor care comută în raport cu translația: S(τxf) = τx(Sf) pentru orice x, atunci S este dat drept produs de convoluție cu o funcție (sau distribuție) gS; adică Sf = gS ∗ f .
Astfel, unele operații invariante la translație pot fi reprezentate drept convoluții. Convoluțiile joacă un rol important în studiul sistemelor invariante în timp și în special în teoria sistemelor LTI⁠(d). Funcția reprezentativă gS este răspunsul la impuls⁠(d) al transformării S.
O versiune mai precisă a teoremei citate mai sus necesită specificarea clasei de funcții pe care este definită convoluția și necesită și presupunerea că S trebuie să fie un operator liniar continuu⁠(d) în raport cu topologia corespunzătoare. Se știe, de exemplu, că orice operator liniar continuu invariant la translația continuă pe L1 este convoluția cu o măsură Borel⁠(d) finită. Mai general, orice operator liniar continuu invariant la translația continuă pe Lp pentru 1 ≤ p < ∞ este convoluția cu o distribuție temperată⁠(d) a cărei transformată Fourier este mărginită. Cu alte cuvinte, toate sunt date de multiplicatori Fourier⁠(d) mărginiți.

## Convoluții pe grupuri
Dacă G este un grup adecvat dotat cu o măsură λ, și dacă f și g sunt funcții integrabile⁠(d) cu valori reale sau complexe pe G, atunci putem defini convoluția lor prin
{\displaystyle (f*g)(x)=\int _{G}f(y)g\left(y^{-1}x\right)\,d\lambda (y).}
În general, convoluția aceasta nu este comutativă. În cazuri tipice de interes, G este un grup topologic⁠(d) Hausdorff local compact⁠(d) și λ este o măsură Haar⁠(d) (la stânga). În acest caz, cu excepția cazului în care G este unimodular⁠(d), convoluția definită în acest fel nu este aceeași cu {\textstyle \int f\left(xy^{-1}\right)g(y)\,d\lambda (y)} . Preferința pentru unul față de celălalt se face astfel încât convoluția cu o funcție fixă g să comute cu translația la stânga în grup:
{\displaystyle L_{h}(f*g)=(L_{h}f)*g.}
În plus, convenția este necesară și pentru coerență cu definiția circumvoluției măsurilor prezentată mai jos. Totuși, cu o măsură Haar la dreapta în loc de la stânga, integrala din urmă este preferată față de prima.
Pe grupurile abeliene local compacte, este valabilă o versiune a teoremei de convoluție⁠(d): transformata Fourier a unei convoluții este produsul punctual al transformărilor Fourier. Grupul circular⁠(d) T cu măsura Lebesgue este un exemplu imediat. Pentru un g fix din L1(T), avem următorul operator familiar care acționează asupra spațiului Hilbert L2(T):
{\displaystyle T{f}(x)={\frac {1}{2\pi }}\int _{\mathbf {T} }{f}(y)g(x-y)\,dy.}
Operatorul T este compact⁠(d). Un calcul direct arată că adjunctul lui T* este convoluția cu
{\displaystyle {\bar {g}}(-y).}
Conform proprietății de comutativitate menționate mai sus, T este normal⁠(d) : T* T = TT*. De asemenea, T comută cu operatorii de translație. Fie familia S de operatori formată din toate aceste convoluții și din operatorii de translație. Atunci S este o familie comutativă de operatori normali. Conform teoriei spectrale⁠(d), există o bază ortonormală {hk} care diagonalizează simultan S. Aceasta caracterizează convoluțiile pe cerc. Mai exact, avem
{\displaystyle h_{k}(x)=e^{ikx},\quad k\in \mathbb {Z} ,\;}
care sunt tocmai caracterele⁠(d) lui T. Orice convoluție este un operator multiplicativ⁠(d) compact în această bază. Aceasta poate fi privită ca o versiune a teoremei de convoluție discutată mai sus.
Un exemplu discret este un grup ciclic⁠(d) finit de ordinul n. Operatorii de convoluție sunt reprezentați aici prin matrici circulante⁠(d) și pot fi diagonalizați prin transformarea Fourier discretă⁠(d).
Un rezultat similar este valabil și pentru grupurile compacte (nu neapărat abeliene): coeficienții matriceali ai reprezentărilor unitare⁠(d) finit-dimensionale formează o bază ortonormală în L2 conform teoremei Peter-Weyl⁠(d), și continuă să fie valabil un analog al teoremei de convoluție, împreună cu multe alte aspecte ale analizei armonice care depind de transformata Fourier.

## Convoluția măsurilor
Fie G un grup topologic (scris multiplicativ). Dacă μ și ν sunt măsuri finite Borel⁠(d) pe G, atunci convoluția lor μ ∗ ν este definită ca măsură imagine⁠(d) a acțiunii de grup⁠(d) și poate fi scrisă sub forma:
{\displaystyle (\mu *\nu )(E)=\iint 1_{E}(xy)\,d\mu (x)\,d\nu (y)}
pentru orice submulțime măsurabilă E a lui G. Convoluția este și măsură finită, a cărei variație totală⁠(d) satisface
{\displaystyle \|\mu *\nu \|\leq \left\|\mu \right\|\left\|\nu \right\|.}
În cazul în care G este local compact⁠(d) cu măsura Haar⁠(d) (la stânga) λ, iar μ și ν sunt absolut continue⁠(d) în raport cu un λ, astfel încât fiecare are o funcție de densitate⁠(d), atunci produsul de convoluție μ∗ν este și el absolut continuu și funcția sa de densitate este doar convoluția celor două funcții de densitate separate.
Dacă μ și ν sunt măsuri de probabilitate⁠(d) pe grupul topologic (R,+), atunci convoluția μ ∗ ν este distribuția de probabilitate a sumei X + Y a două variabile aleatoare independente⁠(d) X și Y ale căror distribuții respective sunt μ și ν.

## Convoluția infimală
În analiza convexă⁠(d), convoluția infimală a funcțiilor convexe proprii (neidentic {\displaystyle +\infty }) {\displaystyle f_{1},\dots ,f_{m}} pe {\displaystyle \mathbb {R} ^{n}} este definită ca:{\displaystyle (f_{1}*\cdots *f_{m})(x)=\inf _{x}\{f_{1}(x_{1})+\cdots +f_{m}(x_{m})|x_{1}+\cdots +x_{m}=x\}.}Se poate arăta că convoluția infimală a funcțiilor convexe este convexă. În plus, satisface o identitate analogă cu cea a transformării Fourier a unei convoluții tradiționale, rolul transformării Fourier fiind jucat în schimb de transformarea Legendre:{\displaystyle \varphi ^{*}(x)=\sup _{y}(x\cdot y-\varphi (y)).}Avem:{\displaystyle (f_{1}*\cdots *f_{m})^{*}(x)=f_{1}^{*}(x)+\cdots +f_{m}^{*}(x).}

## Bialgebre
Fie ( X, Δ, ∇, ε, η ) o bialgebră cu comultiplicarea Δ, multiplicarea ∇, unitatea η și counitatea ε. Convoluția este un produs definit pe algebra de endomorfism⁠(d) End(X) după cum urmează. Fie φ, ψ ∈ End(X), adică φ, ψ : X → X sunt funcții care respectă toată structura algebrică a lui X, atunci convoluția φ ∗ ψ este definită drept compoziția
{\displaystyle X\mathrel {\xrightarrow {\Delta } } X\otimes X\mathrel {\xrightarrow {\phi \otimes \psi } } X\otimes X\mathrel {\xrightarrow {\nabla } } X.}
Convoluția apare în special în definiția algebrelor Hopf⁠(d) (Kassel 1995). O bialgebră este o algebră Hopf dacă și numai dacă are un antipod: un endomorfism S astfel încât
{\displaystyle S*\operatorname {id} _{X}=\operatorname {id} _{X}*S=\eta \circ \varepsilon .}

## Aplicații

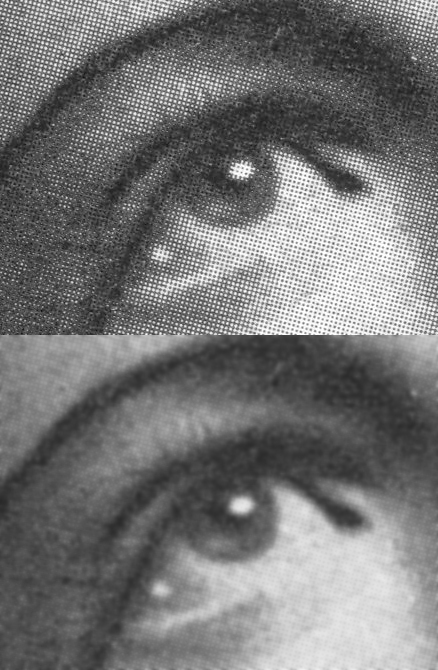
este un filtru ce poate fi utilizat pentru a obține o imagine digitală continuă în tonuri de gri dintr-o imprimare în.

Convoluția și operațiile aferente se regăsesc în multe aplicații din știință, inginerie și matematică.
- În procesarea imaginilor⁠(d)
  - În prelucrarea digitală a imaginilor, filtrele convoluționale joacă un rol important în mulți algoritmi importanți în detecția contururilor⁠(d) și procesele conexe
  - În optică, o fotografie nefocalizată este o convoluție a imaginii clare cu o funcție a obiectivului. Termenul fotografic pentru aceasta este Bokeh⁠(d).
  - În aplicațiile de procesare a imaginii, cum ar fi adăugarea de estompare.
- În prelucrarea digitală a datelor
  - În chimia analitică, filtrele Savitzky-Golay⁠(d) sunt utilizate pentru analiza datelor spectroscopice. Ele pot îmbunătăți raportul semnal-zgomot cu o distorsiune minimă a spectrelor
  - În statistică, o medie mobilă⁠(d) ponderată este o convoluție.
- În acustică, reverberația⁠(d) este convoluția sunetului original cu ecouri de la obiectele din jurul sursei de sunet.
  - În procesarea semnalului digital, convoluția este utilizată pentru a mapa răspunsul la impuls⁠(d) al unei încăperi reale pe un semnal audio digital.
  - În muzica electronică, convoluția este impunerea unei structuri spectrale sau ritmice asupra unui sunet. Adesea, această anvelopă sau structură este preluată dintr-un alt sunet. Convoluția a două semnale este filtrarea unuia prin celălalt.[29]
- În ingineria electrică, convoluția unei funcții (semnalul de intrare) cu o a doua funcție (răspunsul la impuls) dă ieșirea unui sistem liniar invariant în timp⁠(d) (LTI). La orice moment dat, rezultatul este un efect cumulat al tuturor valorilor anterioare ale funcției de intrare, cele mai recente valori având de obicei cea mai mare influență (exprimată ca factor multiplicativ). Funcția de răspuns la impuls furnizează acel factor ca o funcție a timpului scurs de când a apărut fiecare valoare de intrare.
- În fizică, oriunde există un sistem liniar⁠(d) cu un „principiu de superpoziție”, apare o operație de convoluție. De exemplu, în spectroscopie, lărgirea unei benzi cauzată de efectul Doppler în sine dă o formă de linie spectrală⁠(d) gaussiană, iar lărgirea prin coliziune dă ea singură o formă de linie lorentziană. Când operează ambele efecte, forma liniei este o convoluție între gaussiană și lorentziană, o funcție Voigt⁠(d).
  - În spectroscopia cu fluorescență rezolvată în timp⁠(d), semnalul de excitație poate fi tratat ca un lanț de impulsuri delta, iar fluorescența măsurată este o sumă a degradărilor exponențiale de la fiecare impuls delta.
  - În dinamica computațională a fluidelor, modelarea turbulențelor prin simularea vârtejurilor mari⁠(d) (LES) utilizează operația de convoluție pentru a reduce intervalul de scală de lungime necesar în calcul, reducând astfel costul de calcul.
- În teoria probabilității, distribuția de probabilitate a sumei a două variabile aleatoare independente⁠(d) este convoluția distribuțiilor lor individuale.
  - În estimarea densității nucleului⁠(d), o distribuție este estimată din puncte de eșantion prin convoluție cu un nucleu, cum ar fi un gaussian izotrop.[30]
- În fiabilitatea structurală, indicele de fiabilitate poate fi definit pe baza teoremei de convoluție.
  - Definiția indicelui de fiabilitate pentru funcțiile de stare limită cu distribuții nenormale poate fi stabilită corespunzător funcției de distribuție comună⁠(d). De fapt, funcția de distribuție comună poate fi obținută folosind teoria convoluției.[31]
- Rețelele neuronale convoluționale⁠(d) aplică mai multe nuclee de convoluție în cascadă cu aplicații în vederea artificială⁠(d) și inteligența artificială.[32][33] Deși acestea sunt de fapt mai degrabă corelații încrucișate decât convoluții în majoritatea cazurilor.[34]
- În Smoothed-particle hydrodynamics⁠(d), simulările dinamicii fluidelor sunt calculate folosind particule, fiecare cu nuclee înconjurătoare. Pentru orice particulă dată {\displaystyle i}, o cantitate fizică {\displaystyle A_{i}} se calculează ca o convoluție a lui {\displaystyle A_{j}} cu o funcție de ponderare, unde cu {\displaystyle j} se notează vecinii particulei {\displaystyle i}: cele care se află în interiorul nucleului său. Convoluția este aproximată ca o sumă peste toți vecinii.[35]
- În calculul fracționar,⁠(d) convoluția este esențială în diferite definiții ale integralei fracționare și derivatei fracționare.